# Голосницкий, Никанор Сергеевич
Никанор Сергеевич Голосницкий (14 апреля 1901, Брест-Литовск — 6 мая 1980, Киев) — советский и польский военачальник, полковник ВС СССР, начальник Разведывательного отдела Генштаба Народного Войска Польского с июля по август 1945 годов.

## Биография

### Ранние годы
Родился 14 апреля 1901 года в городе Брест-Литовск (ныне Брест, Республика Беларусь). Русский, из рабочей семьи. Окончил школу 2-й ступени в Рославле (Смоленская губерния) в 1919 году. Службу в РККА начал в 1920 году, участвовал в гражданской войне на Западном фронте: с января по июль 1920 года был счетоводом рабоче-крестьянской инспекции (рабкрин) 53-й дивизии РККА, в августе 1920 года назначен помощником инспектора рабкрина 15-й армии и Западного фронта.

### Межвоенные годы
С января 1922 года по август — заведующий складом 8-го военно-полевого строительства, с августа 1922 по март 1923 года — секретарь военкома Отдельного телеграфного строительно-эксплуатационного батальона, с марта по октябрь 1923 года — казначей 9-го полка связи.
Член РКП(б) с 1926 года. Окончил Военно-топографическую школу в Ленинграде (1923—1927). На стажировке в артиллерийском полку 46-й стрелковой дивизии с сентября 1927 по апрель 1928 года, далее до ноября 1931 года — топограф и старший топограф 5-го военно-топографического отряда, с ноября 1931 по ноябрь 1934 годов — старший топограф Военно-топографической школы. В 1934—1936 годах окончил два курса геодезического факультета Военно-инженерной академии РККА имени В. В. Куйбышева. Произведён в капитаны в 1936 году. С апреля 1936 по декабрь 1937 годы — слушатель курсов немецкого языка при разведывательном управлении РККА.
С декабря 1937 года капитан Голосницкий — сотрудник военной разведки, помощник начальника 2-го отделения разведывательного отдела штаба Ленинградского военного округа до ноября 1940 года. В ноябре 1940 года переведён в 3-е отделение того же округа на должность помощника начальника, в мае 1941 года сам возглавил 3-е отделение. Во время войны против Финляндии был заместителем начальника разведывательного отдела штаба 8-й армии. 16 июля 1940 года произведён в подполковники, в том же году награждён Орденом Красной Звезды.

### Великая Отечественная война
В начале войны подполковник Голосницкий занимал должность главы 3-го (информационного) отделения разведывательного отдела штаба Северного фронта, позже — начальник оперативной группы разведывательного отдела Ленинградского фронта. С июня 1942 года занимал должность заместителя начальника разведывательного отдела по вспомогательному пункту управления штаба Ленинградского фронта, в том же году произведён в полковники. За свою деятельность награждён в 1943 году орденом Красного Знамени за то, что «обеспечил сбор ценных материалов о боевой деятельности войск противника и о намерениях командования немецкой армии», а также «помогал правильно организовать работу по сбору информации о противнике штабам дивизий и армий». С августа 1944 года Голосницкий был в распоряжении ГУК, а в сентябре 1944 года направлен в Войско Польское, где работал в Главном штабе начальником разведывательного отдела до конца войны.

### После войны
В июле Голосницкий продолжил ту же самую деятельность уже как начальник 2-го (разведывательного) отдела Генерального штаба Народного Войска Польского. В декабре 1945 года вернулся в СССР, назначен главой разведывательного отдела штаба Западно-Сибирского военного округа и 10-й гвардейской армии. С февраля 1948 года — начальник разведывательного отдела 4-го гвардейского стрелкового корпуса Ленинградского военного округа, с августа 1949 года — начальник разведки штаба войск ПВО Ленинградского района. В запасе с ноября 1953 года.
Скончался 6 мая 1980 года. Похоронен в Киеве на Лукьяновском военном кладбище.

### Награды
Отмечен следующими наградами:
- Орден Ленина (1945)
- Орден Красного Знамени — трижды (26 мая 1943, 3 ноября 1944, 15 ноября 1950)
- Орден Отечественной войны I степени — дважды (21 июня 1944, 29 июня 1945)
- Орден Красной Звезды (1950)
- Медаль «За оборону Ленинграда»
- Орден Возрождения Польши
- Серебряный Крест Заслуги (Польша)